# Lawrence Washington (1659-1698)
Pour les articles homonymes, voir Washington.
Le Major Lawrence Washington (septembre 1659-février 1698) est le grand-père de George Washington. Lawrence est né en 1659 à Bridges Creek dans le Comté de Westmoreland en Virginie. Ses parents sont John Washington et Anne Pope. Il a épousé vers 1685, Mildred Warner, fille du colonel Augustine Warner II et arrière-petite-fille du Huguenot français Nicolas Martiau. Ce mariage eut lieu à Warner Hall dans le Comté de Gloucester en Virginie.

## Enfants
- John (1692-1746), a épousé la demi-sœur de l'arrière-grand-père de John Charles Frémont
- Augustine (1693-1743), le père de George Washington
- Mildred

## Référence
- (en) Cet article est partiellement ou en totalité issu de l’article de Wikipédia en anglais intitulé « Lawrence Washington (1659-1698) » (voir la liste des auteurs).